# Vaiśravaṇa

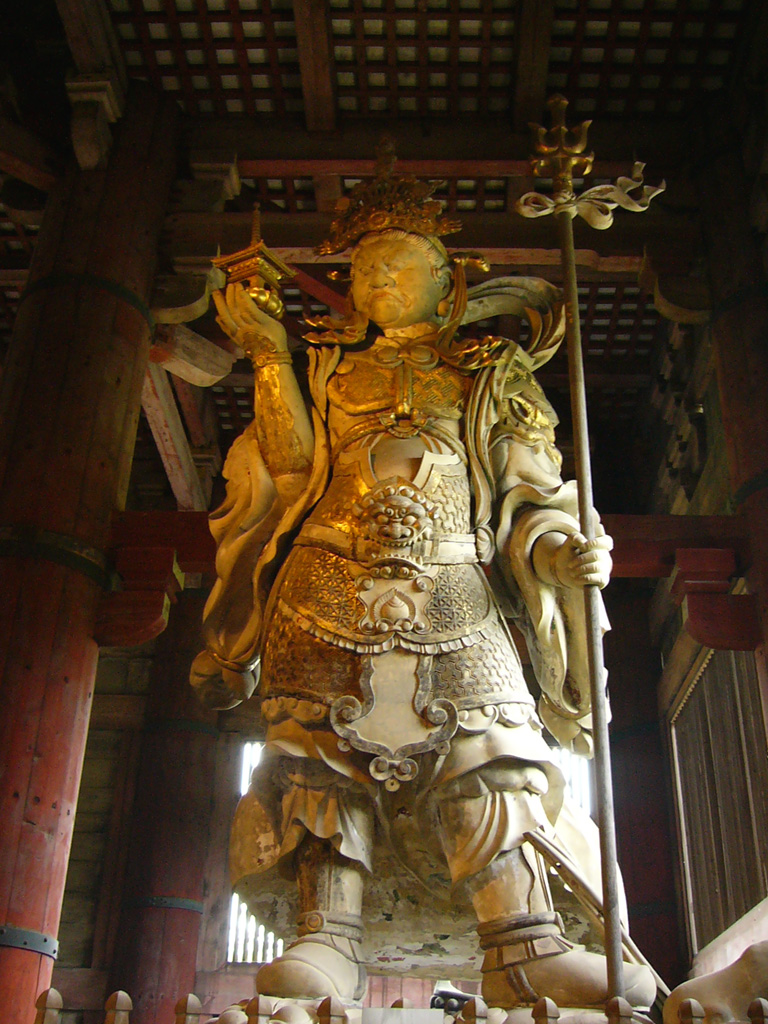
Statua di Tamon-ten nel kondō del tempio di Tōdai-ji

Vaiśravaṇa — dal sanscrito "colui che ode distintamente", pāli Vessavaṇa, cinese Weishamen-tian (畏沙門天S, Wèishāmén TiānP) o Duowen-tian (多聞天T, 多闻天S, Duō Wén TiānP), giapponese Tamon-ten (多聞天?) o Bishamon-ten (畏沙門天?), coreano Damun Cheonwang (다문천왕), tibetano rnam.thos.sras — è il più importante dei Quattro Re Celesti del Buddismo, equivalente del dio induista Kubera.

## Attributi
La figura di Vaiśravaṇa è basata sulla divinità indù Kubera, ma ha assunto nella tradizione buddista caratteristiche ed epiteti autonomi, con propri significati e propri miti; inoltre, in molti paesi anche non a maggioranza buddista, la sua figura è stata assimilata dalla religione popolare, generando culti e miti locali.

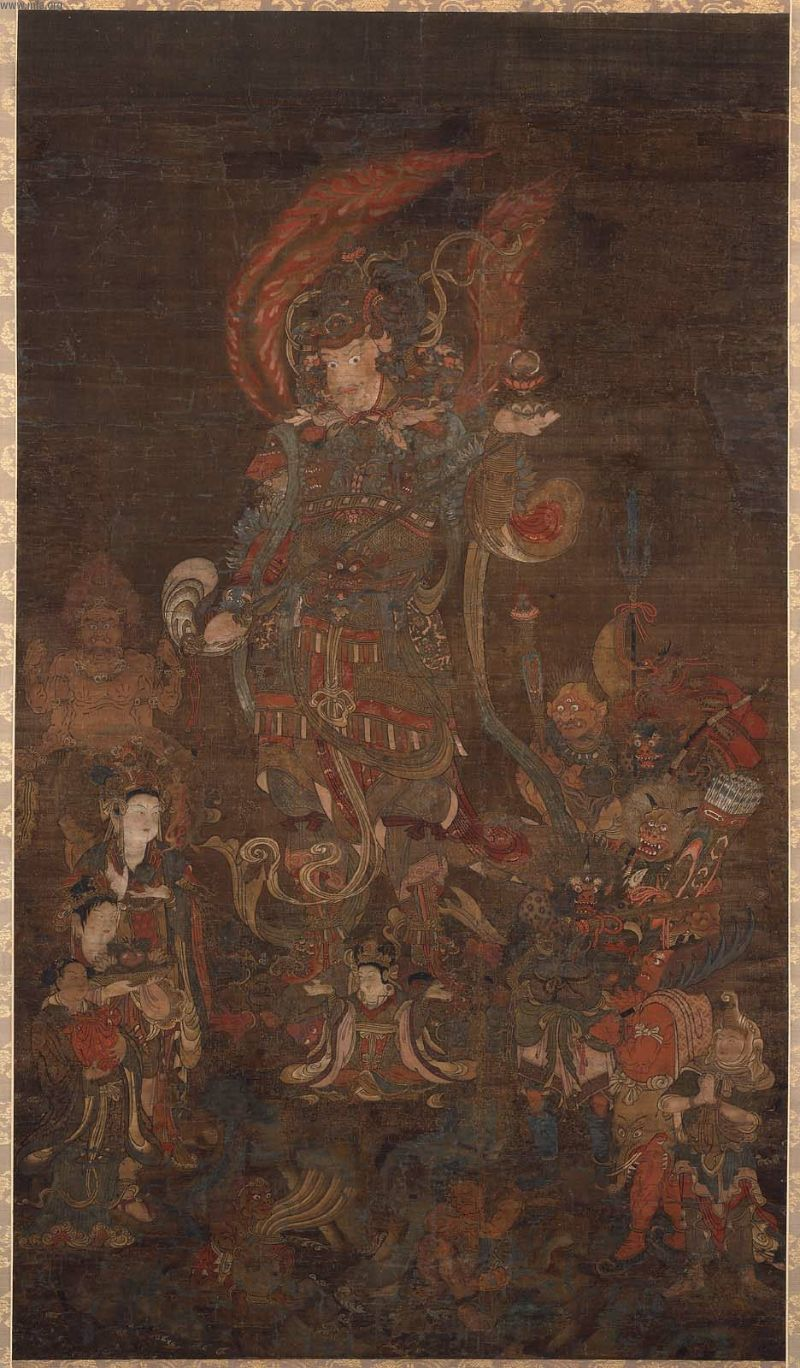
Dipinto del XII-XIII secolo raffigurante Bishamon-ten con la sua corte

### Buddismo Mahāyāna
Nel buddismo Mahāyāna, Vaiśravaṇa è il guardiano del Nord, ed ha dimora nel quadrante nord dello strato più alto della parte inferiore del Monte Sumeru, da dove regna sugli yakṣa che abitano le pendici del Monte Sumeru.
È spesso ritratto con la faccia giallastra, con un ombrello o parasole (chatra, simbolo di regalità), talvolta al fianco di una mangusta (che si ciba di serpenti, simbolo di avidità e odio), e spesso con gioielli che fuoriescono dalla sua bocca (simbolo di generosità).

### Buddismo Theravāda
Nel Canone pāli della tradizione Theravāda, Vaiśravaṇa è indicato col nome "Vessavaṇa", e regna, come membro dei Quattro Re Celesti (Cātummahārājāno), il quadrante Nord; secondo alcuni sutta, il suo nome deriva dal regno di Visāṇa. Vessavaṇa governa inoltre sul popolo degli yakkha.
La sua famiglia è composta dalla moglie Bhuñjatī, e da cinque figlie, Latā, Sajjā, Pavarā, Acchimatī, e Sutā; ha anche un nipote yakkha, Puṇṇaka, sposo della nāga Irandatī. Il suo carro è chiamato Nārīvāhana, e la sua arma era il gadāvudha (in sanscrito gadāyudha), ma vi ha rinunciato aderendo alla fede buddista.
Secondo alcune versioni, "Kuvera" (sanscrito Kubera) era il suo nome nella sua vita mortale, in cui era un ricco brahmino che diede in beneficenza tutta la produzione di uno dei suoi sette mulini, garantendo il sostentamento dei bisognosi per i successivi ventimila anni; come ricompensa per il buon kamma (sanscrito karma) si reincarnò nel paradiso Cātummahārājikā.
Secondo un'altra tradizione, Vessavaṇa non è un nome di persona ma un titolo vitalizio, concesso di volta in volta a un mortale, ma essendo questi un abitante del Cātummahārājika la sua aspettativa di vita è di circa 90.000 anni (secondo altre fonti fino a nove milioni di anni); il Vessavaṇa di turno è incaricato di assegnare agli yakkha i luoghi da proteggere sulla terra (ad esempio laghi o foreste). Secondo alcuni, il posto di Vessavaṇa è occupato dallo yakkha Janavasabha, reincarnazione del re di Magadha Bimbisāra.
Alla nascita di Gautama Buddha, Vessavaṇa divenne suo seguace, giungendo allo stadio di sotāpanna (sanscrito srotaāpanna), cioè a sole sette reincarnazioni dall'illuminazione. Spesso agiva come intermediario portando al Buddha messaggi da parte delle divinità, ma anche da protettore; ad esempio insegnò al Buddha e ai suoi seguaci i versi Āṭānāṭā, che i buddisti in meditazione nelle foreste possono usare per proteggersi dagli attacchi degli yakkha e delle altre creature soprannaturali.
Agli inizi del buddismo, a Vessavaṇa erano dedicati come altari degli alberi, ed era venerato da coloro che desideravano concepire figli.

### Buddismo tibetano
In Tibet, Vaiśravaṇa è considerato un dharmapāla, cioè protettore della fede (dharma), oltre al suo ruolo classico di Re del Nord, ed è anche una divinità della ricchezza.
Le sue rappresentazioni si trovano spesso sugli ingressi dei templi; in esse regge un cedro, frutto del jambhara, il cui nome rimanda ad un altro suo nome, Jambhala (pronunciato come Zambala in tibetano) e che aiuta a distinguere le sue raffigurazioni da quelle di Kubera. Inoltre spesso è rappresentato come corpulento e ricoperto di gioielli, e quando è raffigurato seduto il suo piede destro è a terra poggiato su un fiore di loto insieme a una conchiglia.
Secondo i buddisti di scuola tibetana l'associazione di Jambhala con la ricchezza è un mezzo per portare alla liberazione, fornendo prosperità in modo da consentire di concentrarsi sul cammino della spiritualità invece che sulle problematiche materiali.

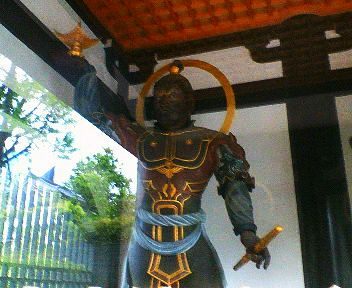
Statua di Tamon-ten nel tempio di Seisho-ji

### Giappone
In Giappone, Bishamonten (anche solo "Bishamon") è un dio della guerra e dei guerrieri, punitore dei malvagi, tradizionale custode dei templi shinto, generalmente rappresentato in armatura, con una lancia in una mano ed intento a sorreggere con l'altra mano una pagoda dorata rappresentante il forziere divino, il cui contenuto egli al contempo protegge e distribuisce.
È anche noto come Tamonten (anche solo "Tamon"), che significa "colui che ascolta molti insegnamenti", poiché è considerato protettore dei luoghi in cui il Buddha ha predicato. La sua dimora è a metà delle pendici del Monte Sumeru.
Nello Shintō, egli è una delle Sette Divinità della Fortuna.

## Presenza nella cultura di massa
- Fra i personaggi del manga "Noragami" troviamo Bishamon, rappresentato con l'aspetto di un avvenente giovane donna. Nell'opera si possono ritrovare anche gli altri sei dei della fortuna.
- Uesugi Kenshin, personaggio del gioco per PlayStation 2: Samurai Warriors prega spesso Bishamon perché gli conceda forza, e ottiene anche il titolo di "Avatar di Bishamonten".
- Nel videogioco Onimusha: Warlords è presente una statua di Bishamon, e la Spada di Bishamon è l'arma più potente del gioco.
- Nel videogioco Shin Megami Tensei: Nocturne, un boss opzionale di nome Kishin Bishamon protegge il Tempio del Nord, a cui si può accedere solo dopo essersi impossessati di una pietra speciale.
- Nei videogiochi della serie Darkstalkers c'è un personaggio chiamato Oboro Bishamon, un guerriero samurai fantasma.
- Nel fumetto RG veda del gruppo CLAMP, Bishamonten è uno dei generali celesti.
- Nel manga di Record of Ragnarok, Bishamonten è uno degli dei che combatte al torneo del Ragnarok.
- il tag team NJPW formato da Hirooki Goto e Nobuo yoshihashi prende il nome dalla suddetta divinità
- Tamon (in riferimento a Tamonten) è il nome del cane protagonista di "Il bambino e il cane" di Hase Seishu